# O’Connor
O’Connor ist ein Familienname.

## Bedeutung
O’Connor stammt aus dem Irischen (Ó Conchúir, ältere Schreibung Ó Conchobhair) und bedeutet „Nachfahr des Conchobhar (Connor)“.

## Namensträger

### A
- Aimee-Jane Anderson O’Connor (* 1996), neuseeländische Dichterin und Kulturwissenschaftlerin
- Anthony O’Connor (* 1992), irischer Fußballspieler
- Art O’Connor (1888–1950), irischer Politiker der Sinn Féin

### B
- Barry O’Connor (* 1954), englischer Squashspieler
- Basil O’Connor (1892–1972), US-amerikanischer Rechtsanwalt
- Ben O’Connor (Eishockeyspieler) (* 1988), britischer Eishockeyspieler
- Ben O’Connor (Radsportler) (* 1995), australischer Radsportler
- Bernard O’Connor (1666–1698), irischer Mediziner und Naturforscher
- Bob O’Connor (1944–2006), US-amerikanischer Politiker
- Brenock O’Connor (* 2000), britischer Schauspieler und Sänger
- Bridget O’Connor (1961–2010), britische Dramatikerin und Drehbuchautorin
- Bryan D. O’Connor (* 1946), US-amerikanischer Astronaut
- Buddy O’Connor (1916–1977), kanadischer Eishockeyspieler

### C
- Carroll O’Connor (1924–2001), US-amerikanischer Schauspieler
- Celeste O’Connor (* 1998), US-amerikanische Schauspielerin
- Chadwell O’Connor (1914–2007), amerikanischer Ingenieur, Unternehmer und Erfinder
- Charles O’Connor (Ingenieur) (1843–1902), irischer Ingenieur
- Charles O’Connor (Politiker) (1878–1940), US-amerikanischer Politiker
- Charlie O’Connor (* 1946), irischer Politiker
- Charmian O’Connor (* 1937), neuseeländische Chemikerin und Hochschullehrerin
- Christy O’Connor senior (1924–2016), irischer Golfer
- Christy O’Connor junior (1948–2016), irischer Golfer
- Cian O’Connor (* 1979), irischer Springreiter
- Colleen O’Connor (* 1951), US-amerikanische Eiskunstläuferin
- Coralie O’Connor (* 1934), US-amerikanische Schwimmerin
- Cormac Murphy-O’Connor (1932–2017), britischer Kardinal der römisch-katholischen Kirche

### D
- Damien O’Connor (* 1958), neuseeländischer Politiker (NZLP)
- Dan O’Connor (Geschäftsmann) (Daniel O’Connor; 1864–1933), kanadischer Geschäftsmann, Geologe und Politiker
- Dan O’Connor (Leichtathlet) (Daniel O’Connor; * 1952), US-amerikanischer Geher
- Dan O’Connor (Schauspieler, I), Schauspieler, Drehbuchautor und Produzent
- Dan O’Connor (Biathlet), kanadischer Biathlet
- Dan O’Connor (Schauspieler, 1978) (Daniel O’Connor; * 1978), australischer Schauspieler und Sänger
- Daniel von O’Connor (1665–1756), kaiserlicher Feldmarschall-Lieutenant
- Darragh O’Connor (* 1999), irischer Fußballspieler
- David O’Connor (Reiter) (* 1962), US-amerikanischer Reiter
- David Kevin O’Connor (* 1957), US-amerikanischer Philosoph
- Debra O’Connor (* 1966), Badmintonspielerin aus Trinidad und Tobago
- Denis O’Connor (Offizier) (1907–1988), britischer Generalleutnant
- Denise O’Connor (* 1935), US-amerikanische Fechterin
- Dennis M. O’Connor, Filmeditor
- Dennis P. O’Connor (1884–1942), Bischof von Peterborough
- Dennis T. O’Connor (1841–1911), kanadischer römisch-katholischer Geistlicher und Erzbischof von Toronto, siehe Denis T. O’Connor
- Derrick O’Connor (1941–2018), irischer Schauspieler
- Des O’Connor (1932–2020), britischer Entertainer und Sänger
- Donald O’Connor (1925–2003), US-amerikanischer Tänzer und Schauspieler

### E
- Edwin O’Connor (1918–1968), US-amerikanischer Schriftsteller

### F
- Feargus Edward O’Connor (1796–1855), irischer Politiker
- Flannery O’Connor (1925–1964), US-amerikanische Schriftstellerin
- Frances O’Connor (* 1967), australische Schauspielerin
- Frances Belle O’Connor (1914–1982), US-amerikanische Schauspielerin
- Francis Valentine O’Connor (1937–2017), amerikanischer Kunsthistoriker
- Francisco Burdett O’Connor (1791–1871), irisch-bolivianischer Politiker
- Frank O’Connor (1903–1966), irischer Schriftsteller

### G
- Garry O’Connor (* 1983), schottischer Fußballspieler
- Gavin O’Connor (* 1964), US-amerikanischer Filmregisseur, Drehbuchautor, Filmproduzent und Schauspieler
- Gemma O’Connor (* 1940), irische Schriftstellerin
- George G. O’Connor (1914–1971), US-amerikanischer Offizier, Generalleutnant der US Army
- Georgia O’Connor (2000–2025), britische Boxerin
- Gordon O’Connor (* 1939), kanadischer Offizier und Politiker
- Glynnis O’Connor (* 1956), US-amerikanische Schauspielerin

### H
- Hazel O’Connor (* 1955), britische Sängerin und Schauspielerin
- Hubert Patrick O’Connor OMI (1928–2007), kanadischer Bischof von Prince George

### J
- James O’Connor (Bischof) (1823–1891), US-amerikanischer Geistlicher, Bischof von Omaha
- James O’Connor (Politiker) (1870–1941), US-amerikanischer Politiker
- James O’Connor (Politiker, 1997) (* 1997), irischer Politiker
- James O’Connor (Künstler) (* 1945), irischer Künstler
- James O’Connor (Fußballspieler, 1979) (* 1979), irischer Fußballspieler
- James O’Connor (Fußballspieler, 1984) (* 1984), englischer Fußballspieler
- James O’Connor (Rugbyspieler) (* 1990), australischer Rugby-Union-Spieler
- James Arthur O’Connor (1792–1841), irischer Maler
- James F. O’Connor (1878–1945), US-amerikanischer Politiker
- James Francis Thaddeus O’Connor (1886–1949), US-amerikanischer Jurist und Regierungsbeamter
- James Murphy-O’Connor (1925–2014), irischer Rugbyspieler
- James R. O’Connor (1930–2017), US-amerikanischer Soziologe
- Jerome Murphy-O’Connor (1935–2013), irischer Biblischer Archäologe
- Jim O’Connor, irischer Filmproduzent
- Jingmai O’Connor (* 1983), US-amerikanische Paläontologin
- Joe O’Connor (* 1995), englischer Snookerspieler
- John O’Connor (Politiker) (1824–1887), kanadischer Politiker
- John O’Connor (Politiker, 1899) (1899–1956), irischer Politiker
- John O’Connor (Wasserballspieler), irischer Wasserballspieler
- John O’Connor (Schauspieler, I), Schauspieler und Regisseur
- John O’Connor (Komponist) (* 1949), britischer Komponist
- John O’Connor (Schauspieler, II), Schauspieler
- John O’Connor (Filmeditor), Filmeditor
- John J. O’Connor (Politiker) (John Joseph O’Connor; 1885–1960), US-amerikanischer Politiker und Jurist
- John J. O’Connor (Journalist) (1933–2009), US-amerikanischer Journalist und Filmkritiker
- John Joseph O’Connor (Bischof, 1855) (1855–1927), US-amerikanischer Geistlicher, Erzbischof von Newark
- John Joseph O’Connor (Bischof, 1920) (1920–2000), US-amerikanischer Geistlicher, Erzbischof von New York
- John Joseph O’Connor (Mathematiker) (* 1945), englischer Mathematiker
- Joseph O’Connor (* 1963), irischer Schriftsteller
- Josh O’Connor (* 1990), britischer Filmschauspieler
- Josh O’Connor (Fußballspieler) (* 2004), schottischer Fußballspieler
- Juliana O’Connor-Connolly (* 1961), britische Parlamentssprecherin des Parlaments der Cayman Islands

### K
- Karen O’Connor (Politikwissenschaftlerin) (* 1952). US-amerikanische Politikwissenschaftlerin
- Karen O’Connor (Reiterin) (Karen Lende O’Connor; * 1958), US-amerikanische Reiterin
- Karen O’Connor (Regisseurin), Filmregisseurin und Produzentin
- Kate O’Connor (* 2000), irische Siebenkämpferin
- Kathleen O’Connor (Malerin) (1876–1968), australische Malerin
- Kathleen O’Connor (Politikerin) (1934–2017), irische Politikerin
- Kelley O’Connor, US-amerikanische Opernsängerin (Mezzosopran)
- Kent O’Connor (* 1987), kanadischer Fußballspieler
- Kevin O’Connor (Bischof) (1929–1993), britischer Geistlicher, Weihbischof in Liverpool
- Kevin O’Connor (Schauspieler, 1938) (1938–1991), US-amerikanischer Schauspieler
- Kevin O’Connor (Historiker) (* 1967), US-amerikanischer Historiker
- Kevin O’Connor (Basketballfunktionär), US-amerikanischer Basketballfunktionär
- Kevin O’Connor (Fußballspieler, 1982) (* 1982), irischer Fußballspieler
- Kevin O’Connor (Fußballspieler, 1985) (* 1985), irischer Fußballspieler
- Kevin J. O’Connor (* 1963), US-amerikanischer Schauspieler

### L
- Larry O’Connor (1916–1995), kanadischer Leichtathlet
- Lee O’Connor (* 2000), irischer Fußballspieler
- Logan O’Connor (* 1996), kanadischer Eishockeyspieler US-amerikanischer Herkunft

### M
- Maggie O’Connor, US-amerikanische Geigerin, Fiddlespielerin und Sängerin
- Mark O’Connor (Schriftsteller) (* 1945), australischer Schriftsteller
- Mark O’Connor (Musiker) (* 1961), US-amerikanischer Geiger, Komponist und Musikpädagoge
- Mark O’Connor (Fußballspieler) (* 1963), englischer Fußballspieler und -trainer
- Martin John O’Connor (1900–1986), US-amerikanischer Kurienerzbischof und erster Präsident der Päpstlichen Kommission für die sozialen Kommunikationsmittel
- Margaret O’Connor († 1451), irische Adlige, siehe Mairgréag Ní Chearbhaill
- Mary O’Connor (Leichtathletin) (* 1955), neuseeländische Langstreckenläuferin
- Mary O’Connor (Badminton) (* 1993), neuseeländische Badmintonspielerin
- Mary Anne O’Connor (* 1953), US-amerikanische Basketballspielerin
- Mary-Anne O’Connor, australische Schriftstellerin
- Mary Mitchell O’Connor (* 1959), irische Politikerin (Fine Gael)
- Matthew O’Connor (Filmproduzent), US-amerikanischer Filmproduzent
- Matthew O’Connor (Schwimmer) (* 1971), britischer Schwimmer
- Matthew O’Connor (Eishockeyspieler) (* 1992), kanadischer Eishockeyspieler
- Maureen O’Connor (* 1951), US-amerikanische Politikerin und Juristin
- Michael O’Connor (Pittsburgh) (1810–1872), Bischof von Pittsburgh
- Michael O’Connor (Ballarat) (1829–1883), Bischof von Ballarat
- Michael O’Connor (Kostümbildner) (* 1965), britischer Kostümbildner
- Michael O’Connor (Rennfahrer), australischer Motorradrennfahrer
- Michael O’Connor (Produzent), Filmproduzent
- Michael O’Connor (Fußballspieler) (* 1987), nordirischer Fußballspieler
- Michael O’Connor (Rugbyspieler) (* 1960), australischer Rugby-Union- und Rugby-League-Spieler
- Michael P. O’Connor (1831–1881), US-amerikanischer Politiker
- Miikka O’Connor (* 1996), finnischer Tischtennisspieler
- Mike O’Connor (1946–2013), US-amerikanischer Journalist
- Myles O’Connor (* 1967), kanadischer Eishockeyspieler

### N
- Neal O’Connor (1925–2002), US-amerikanischer Werbefachmann, Manager und Verbandsfunktionär, Sachbuchautor

### P
- Pat O’Connor (Wrestler) (Patrick John O’Connor; 1924–1990), neuseeländischer Wrestler
- Pat O’Connor (Rennfahrer) (Patrick James O’Connor; 1928–1958), US-amerikanischer Rennfahrer
- Pat O’Connor (Regisseur) (* 1943), irischer Filmregisseur
- Pat O’Connor (Footballspieler) (Patrick Joseph O’Connor; * 1995), US-amerikanischer American-Football-Spieler
- Patrick O’Connor, Pseudonym von Leonard Wibberley (1915–1983), irisch-US-amerikanischer Schriftsteller
- Patrick O’Connor (Leichtathlet) (* 1966), jamaikanischer Sprinter
- Patrick Edward O’Connor (1932–2014), neuseeländischer Geistlicher, Apostolischer Superior von Tokelau
- Patrick Joseph O’Connor (1848–1932), irischer Geistlicher, Bischof von Armidale
- Peter O’Connor (Leichtathlet) (1872–1957), irischer Leichtathlet
- Peter O’Connor (Fußballspieler) († 1994), irischer Fußballspieler

### R
- Ray O’Connor († 2013), australischer Politiker
- Renée O’Connor (* 1971), US-amerikanische Schauspielerin
- Richard O’Connor (1889–1981), britischer General
- Richard O’Connor (Fußballspieler) (* 1978), anguillischer Fußballspieler
- Robert O’Connor (* 1959), US-amerikanischer Schriftsteller
- Robert Emmett O’Connor (1885–1962), US-amerikanischer Schauspieler
- Rory O’Connor († 1198), Hochkönig von Irland, siehe Ruaidhrí Ua Conchobair
- Rory O’Connor (1883–1922), irischer Aktivist
- Ross O’Connor, US-amerikanischer Filmproduzent
- Ruairi O’Connor (* 1991), irischer Schauspieler
- Ryan O’Connor (* 1992), kanadischer Eishockeyspieler

### S
- Sandra Day O’Connor (1930–2023), US-amerikanische Juristin
- Sarah O’Connor (* 1973), US-amerikanische Naturstoffchemikerin
- Seamus O’Connor (* 1997), irischer Snowboarder
- Sean O’Connor (Eishockeyspieler, 1981) (* 1981), deutsch-kanadischer Eishockeyspieler
- Sean O’Connor (Fußballspieler, 1981) (* 1981), englischer Fußballspieler
- Sean O’Connor (Fußballspieler, 1983) (* 1983), irischer Fußballspieler
- Sean O’Connor (Eishockeyspieler, 1987) (* 1987), US-amerikanischer Eishockeyspieler
- Shane O’Connor (Skirennläufer) (* 1973), irischer Skirennläufer
- Shane O’Connor (Dartspieler) (* 1985), irischer Dartspieler
- Shane O’Connor (Fußballspieler) (* 1990), irischer Fußballspieler
- Sheila O’Connor (* 1966), französische Schauspielerin
- Sinéad O’Connor (1966–2023), irische Popsängerin
- Siobhan-Marie O’Connor (* 1995), britische Schwimmerin
- Sixtus O’Connor (1909–1983), katholischer Priester
- Stefan O’Connor (* 1997), englischer Fußballspieler
- Stephen O’Connor (* 1972), irischer Snookerspieler
- Sue O’Connor, australische Archäologin
- Susan O’Connor (* 1977), kanadische Curlerin

### T
- Tere O’Connor (* 1958), US-amerikanischer Tänzer
- Terence O’Connor (1891–1940), britischer Politiker
- Tim O’Connor (1927–2018), US-amerikanischer Schauspieler
- Timothy O’Connor (1906–1986), irischer Politiker
- Tommy O’Connor († 1987), irischer Fußballspieler

### U
- Ulick O’Connor (1928–2019), irischer Dichter, Dramatiker, Biograf, Kritiker
- Una O’Connor (1880–1959), irische Schauspielerin

### W
- Walerija O’Connor-Wilinska (1866–1930),  ukrainische Schriftstellerin, Lehrerin und Übersetzerin
- Wallace O’Connor (1903–1950), US-amerikanischer Schwimmer und Wasserballspieler
- William O’Connor (Politiker) (1910–1987), australischer Politiker
- William O’Connor (Künstler) (1970–2018), US-amerikanischer Künstler
- William O’Connor (* 1986), irischer Dartspieler
- William Aloysius O’Connor (1903–1983), US-amerikanischer Geistlicher, Bischof von Springfield in Illinois
- William D. O’Connor (1832–1889), US-amerikanischer Schriftsteller
- William Joseph O’Connor (1862–1892), kanadischer Ruderer
- William Patrick O’Connor (1886–1973), US-amerikanischer Geistlicher
- William Scott O’Connor (1864–1939), US-amerikanischer Fechter